# Cá thù lù
Cá thù lù (danh pháp: Zanclus cornutus) là loài cá biển duy nhất trong chi Zanclus, đồng thời cũng là duy nhất trong họ Zanclidae. Loài này được mô tả lần đầu tiên vào năm 1758. 

## Từ nguyên
Tên chi Zanclus bắt nguồn từ zánklon (ζάγκλον) trong tiếng Hy Lạp cổ đại có nghĩa là "lưỡi liềm", hàm ý đề cập đến vây lưng hình lưỡi liềm của loài cá này; tính từ định danh cornutus trong tiếng Latinh mang nghĩa là "có sừng", có lẽ đề cập đến phần xương ngắn nhô ra ở trên mắt.

## Phân loại
Họ Zanclidae theo truyền thống được xếp trong bộ Cá vược (Perciformes), nhưng những kết quả nghiên cứu phát sinh chủng loại sau này đã xếp nó trong bộ mới là Acanthuriformes.
Hai danh pháp Z. cornutus và Z. canescens đều xuất hiện ngay trong cùng tác phẩm Systema Naturae (quyển 10) của Carl Linnaeus. Nhiều cuộc tranh luận về việc sử dụng tên nào đã diễn ra, mặc dù đa phần các tác giả thời nay coi chúng là cùng một loài. Theo John E. Randall, Georges Cuvier (1831) là người đầu tiên chỉ ra rằng canescens là con non của cornutus, và Cuvier cũng là người đầu tiên chọn cornutus là tên hợp lệ nên cornutus được sử dụng tới nay. Giai đoạn cuối của hậu ấu trùng (tổng chiều dài khoảng 8 cm), cá thù lù có một ngạnh cong trước hốc mắt và sẽ rụng đi trong quá trình biến đổi, có lẽ vì vậy mà loài này có đến hai danh pháp.

## Phân bố và môi trường sống
Cá thù lù có phân bố rộng khắp khu vực Ấn Độ Dương - Thái Bình Dương (trừ Biển Đỏ), từ Đông Phi trải dài về phía đông đến quần đảo Hawaii và đảo Phục Sinh, ngược lên phía bắc đến Nhật Bản (gồm cả quần đảo Ogasawara), giới hạn phía nam đến đảo Lord Howe và quần đảo Kermadec; xa hơn nữa đến tận Đông Thái Bình Dương, từ phía nam của vịnh California đến Peru (bao gồm đảo Clipperton và quần đảo Galápagos). Cá thù lù cũng được ghi nhận tại nhiều vùng biển ở Việt Nam.
Cá thù lù sống trên rạn san hô hay mỏm đá, và trong đầm phá, có thể được tìm thấy ở độ sâu đến ít nhất là 182 m.

## Mô tả

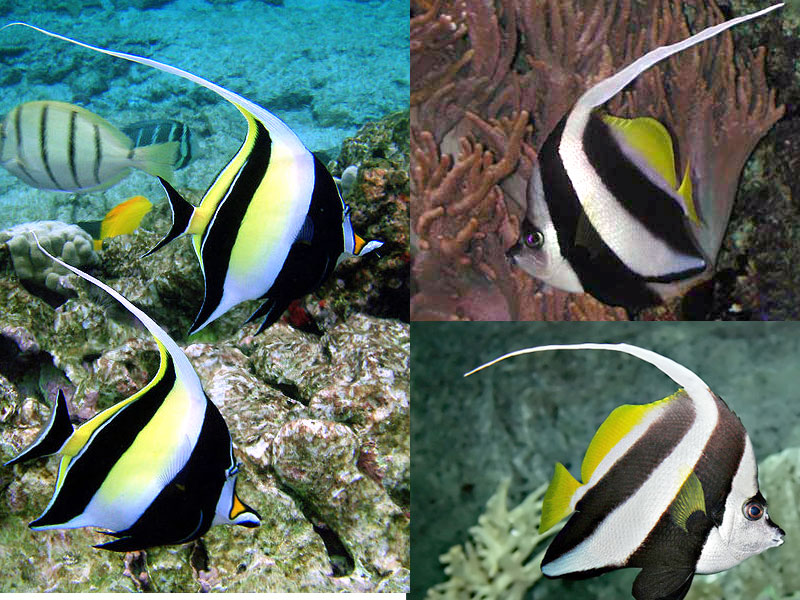
Z. cornutus (trái), H. diphreutes (phải trên) và H. acuminatus (phải dưới)

Chiều dài cơ thể lớn nhất được ghi nhận ở cá thù lù là 23 cm. Thân màu trắng, ửng vàng ở phía sau (màu vàng kéo dài lên một phần cuối vây lưng). Có 2 sọc rộng màu đen: sọc thứ nhất băng qua mắt, lan rộng về phía ngực và bụng (gồm cả vây bụng); sọc thứ hai ở thân sau kéo dài đến cả nửa sau của vây lưng và vây hậu môn, phía cuối có sọc trắng mảnh. Một vệt cam viền đen hình tam giác trên mõm; cằm đen. Vây đuôi màu đen với viền xanh óng bao quanh. Vây lưng phần lớn màu trắng, gai thứ 3 vươn thành sợi rất dài (thường dài hơn thân). Phần xương ngắn nhô ra ở trên mắt thường lớn hơn ở cá đực trưởng thành.
Số gai ở vây lưng: 6–7; Số tia vây ở vây lưng: 39–43; Số gai ở vây hậu môn: 3; Số tia vây ở vây hậu môn: 32–36; Số tia vây ở vây ngực: 18–19; Số gai ở vây bụng: 1; Số tia vây ở vây bụng: 5.
Cá thù lù có kiểu hình khá giống với hai loài cá bướm Heniochus acuminatus và Heniochus diphreutes. Tuy nhiên, phần mõm của cá thù lù lại nhọn hơn hẳn so với hai loài kể trên, và số gai vây lưng cũng có sự khác biệt.

## Sinh thái
Cá thù lù là loài ăn tạp nhưng chúng ăn nhiều động vật hơn là tảo. Hải miên chiếm ưu thế trong chế độ ăn của chúng. Loài này thi thoảng sống thành đôi, có khi lại hợp thành đàn.

## Thương mại
Cá thù lù là một loài quan trọng trong ngành thương mại cá cảnh, chủ yếu là cá cỡ nhỏ vì cá lớn không sống được trong môi trường nuôi nhốt. Cá thể nuôi nhốt có thể sống đến ít nhất 10 năm.

## Trong văn hóa đại chúng
Trong bộ phim hoạt hình Đi tìm Nemo, một chú cá thù lù có tên là Gill (Willem Dafoe lồng tiếng) là một trong những người bạn cùng bể của cá hề Nemo. Chú cũng là thủ lĩnh của hội bể cá (Tank Gang). Gill cũng xuất hiện trong phim tiếp theo, Đi tìm Dory.